# Pseudohydromys ellermani
Pseudohydromys ellermani — вид гризунів родини мишевих. Він зустрічається в Західному Папуа, Індонезії та Папуа-Новій Гвінеї, на висоті від 1200 до 3000 метрів.

## Морфологічні характеристики
Ці миші досягають довжини голови від 8,5 до 10 сантиметрів, а також хвоста від 10 до 11 сантиметрів. Їх вага становить від 17 до 21 грамів на верхівці темно-сірого кольору, на грудях у деяких тварин є біла пляма. Між пальцями ніг у них є невеликі перетинки.

## Спосіб життя
Про їхній спосіб життя відомо небагато. Ймовірно, вони ведуть нічний спосіб життя; кілька тварин були знайдені під стовбурами дерев, де вони, ймовірно, шукали їжу. Ймовірно, вони харчуються переважно комахами.